# Spansk vattensalamander
Spansk vattensalamander (Lissotriton boscai, tidigare Triturus boscai) är ett stjärtgroddjur i familjen salamandrar.

## Utseende
Den spanska vattensalamandern har en ryggsida med mörka fläckar på gul, brun eller olivfärgad botten. Buksidan är klart orangegul. Mellan ryggsida och buk finns ofta ett ljusare band. Salamandern är en av Europas minsta salamandrar, med en längd upp till 7,5 cm för hanar, 9,5 cm för honor. Under landfasen är huden torr och besatt med fina vårtor. Könsdimorfismen är liten, bortsett från storleksskillnaden; under lektiden har båda könen en svanshudkam, som är något högre hos hanen.

## Utbredning
Arten finns endast på västra delen av Iberiska halvön.

## Vanor
Arten är i hög grad akvatisk; under vattenfasen föredrar den stillastående vatten med mycket växtlighet, som dammar och torvmossar, men kan också påträffas i djupa sjöar och även i rörligt vatten som vattendrag och bevattningskanaler. Under landfasten uppehåller den sig i fuktig terräng nära vatten, som mossa, under rötter och stenar. Den kan gå upp till 1 900 m i bergen, även om den vanligtvis håller sig mellan 400 och 1 000 m. Födan är olika ryggradslösa djur upp till en knapp centimeters storlek.

### Fortplantning
Lektiden, som tillbringas i vatten, varar från november till juli. Efter ett parningsspel där hanen viftar vatten (som antas innehålla könsferomoner) mot honan, visar denna att hon är villig genom beröra hanens svans. Han avsätter då en spermatofor på botten, som honan tar upp med sin kloak. Honan lägger mellan 100 och 240 ägg per parningssäsong. Larverna lever främst på dafnier och mygglarver, och kan tillbringa upp till ett år i vattnet innan förvandlingen. På högre höjder övervintrar de under vatten.